# 河瀝背 (沙田)
河瀝背（英語：Ho Lek Pui），是一條位於香港新界的沙田火炭的客家原居民村落，已荒廢多年。河瀝背村座落於草山東麓，在火炭渠的上游。河瀝背村原是沙田九約之一——火炭約的其中一條鄉村。

## 歷史
河瀝背村以洪氏居民為主，祖籍廣東長樂。百餘年前，開村祖先南下香港並居於地龍口（現今中文大學夏鼎基運動場），因逃避盜賊騷擾後來移居至山中現址。河瀝背村因村落所處位置座落於兩條由草山流下來的溪澗之間而得名。
河瀝背村村中曾建有兩排十多間的村屋，祠堂位於村的正中間。1911年，河瀝背村有居民45人。 過去，村民於村前的梯田種植稻米，又會到後山斬柴燒炭，村中孩童大多到山尾村的德華公立學校上學，該學校由當地相鄰的五村共同籌建於1950年，前身是私墊，學校於1960年停辦。由於河瀝背村位處約海拔250米的山腰，交通非常不便，從火炭上山都要半個小時以上，很多村民都搬到山下居住或移民海外，村落大約於1960-70年代間荒廢。1970年代末興建的火炭工業區，街道多以火炭約的村落命名，其有一條街道為河瀝背街。現時，仍有一兩戶木屋居民在村裡種花和果樹，現任原居民代表為洪強。

## 建築
洪氏家祠：已荒廢的祠堂，只遺留下正門立面和家祠牌匾。

## 外部連結
- 居民代表選舉河瀝背（沙田）的劃定現有鄉村範圍（2019至2022年） （页面存档备份，存于）